# N-Desalkylflurazepam
N -Desalkylflurazepam (còn gọi là Norflurazepam) là một benzodiazepine analog và một chất chuyển hóa có hoạt tính của một số khác benzodiazepine thuốc bao gồm flurazepam, flutoprazepam, fludiazepam, midazolam, quazepam, và etyl loflazepate. Nó có tác dụng lâu dài, dễ bị tích lũy và liên kết không chọn lọc với các phân nhóm thụ thể benzodiazepine khác nhau. Nó đã được bán như một loại thuốc thiết kế từ năm 2016 trở đi.

## Từ đồng nghĩa
- N -1-Desalkyl flurazepam
- N -Desalkyl -2-oxoquazepam
- N -Desalkyl flutoprazepam
- 7- Cloro flubromazepam
- Dealkylflurazepam
- Desalkylflurazepam
- Descarbethoxy loflazepate
- Cũng không fludiazepam
- Norflurazepam
- Norflutoprazepam
- Ro 5-3367
- TL8002277